# Byuravan
Byuravan (in armeno Բյուրավան?, fino al 1945 Ghuylasar Hin) è un comune dell'Armenia di 1 440 abitanti (2008) della provincia di Ararat.